# HD 89744
HD 89744 är en stjärna på 130 ljusårs avstånd i stjärnbilden Stora björnen.
År 2000 upptäcktes en exoplanet runt denna stjärna.

## HD 89744 b
HD 89744 b är en exoplanet som kretsar kring stjärnan HD 89744.